# Robert Adam
Robert Adam (Kirkcaldy, 3. srpnja 1728. – London, 3. ožujka 1792.), škotski arhitekt.
Nakon studija antičkih spomenika u Italiji postaje začetnik neoklasicizma u engleskoj arhitekturi. Ističe se niz zgrada uz Temzu u Londonu (Adelphi Terrace). Obnovitelj je dekoracije interijera i začetnik novog stila namještaja. 
Godine 1757. snimio je Dioklecijanovu palaču u Splitu i izdao ilustrirano djelo "Ruševine palače cara Dioklecijana u Splitu".